# Red Sea Star

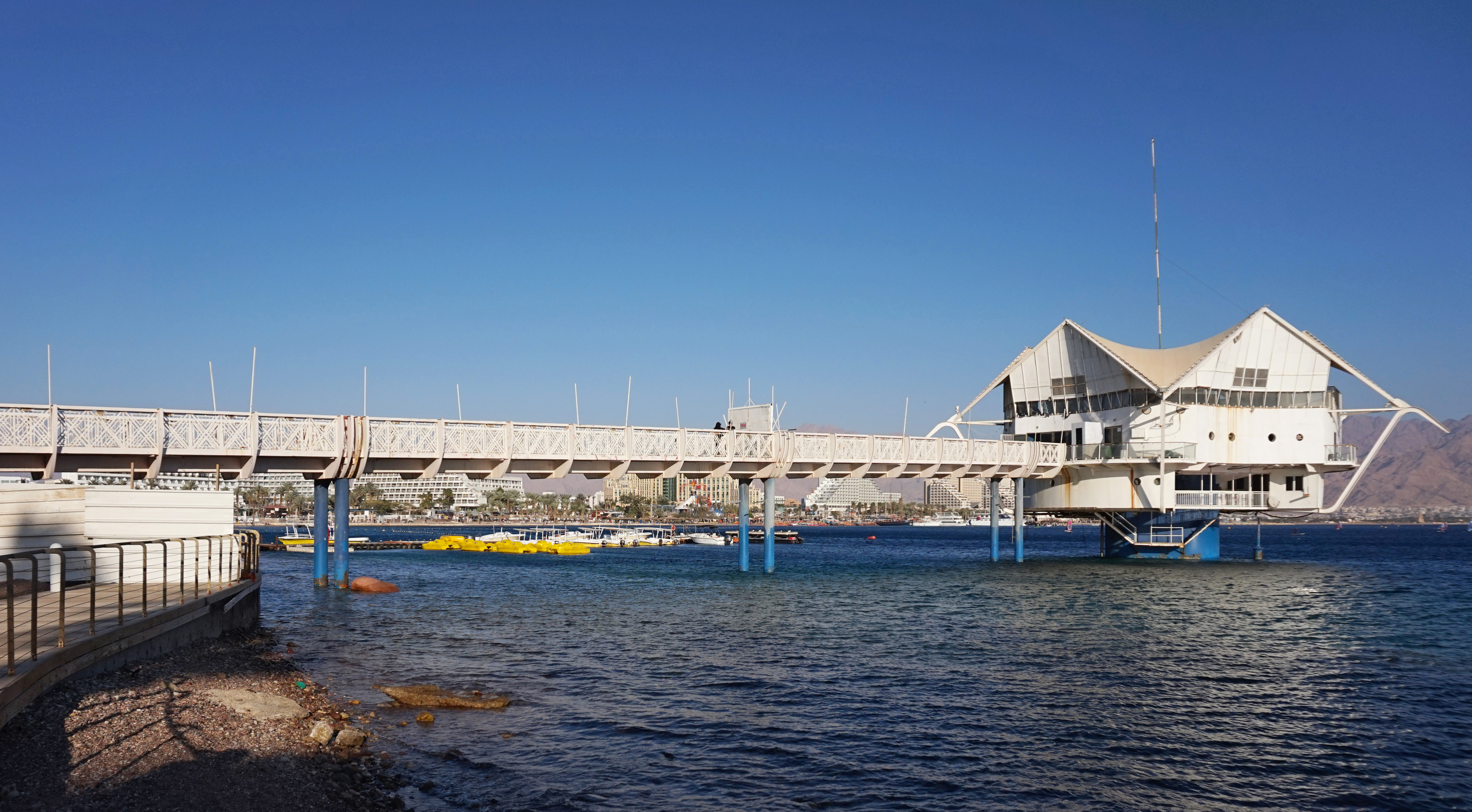
Red Sea Star

Red Sea Star in Eilat/Israel ist ein Gebäude, dessen eine Hälfte unter der Oberfläche des Roten Meeres liegt, die Form eines Sterns hat und ursprünglich als Restaurant, Bar und Unterwasser-Observatorium genutzt wurde. Die Anlage ist ein typisches Beispiel für eine küstennahe Unterwasserstation, die per Korridor von der Wasseroberfläche erreichbar ist.

## Beschreibung
Die Anlage besteht aus drei Bereichen:
- Vom Ufer aus erreicht man über einen etwa 70 m langen Steg den über Wasser gelegenen Eingangsbereich, der Lounge, Café-Bar, einen Souvenir-Shop, einen Hörsaal und Küche, sowie in einer Zwischenetage Büros und WCs beherbergte. Dieses Modul wiegt 120 Tonnen.
- Über eine Wendeltreppe erreicht man den unteren Bereich, der sich 20 Fuß (6 m) unter der Wasseroberfläche befindet. Dieser Bereich verfügt über 62 Panoramafenster und diente als Restaurant mit einer Kapazität von 105 Personen.
- Darunter befindet sich der Ballastbereich, der mit Beton gefüllt ist.[1][2]

## Entstehung

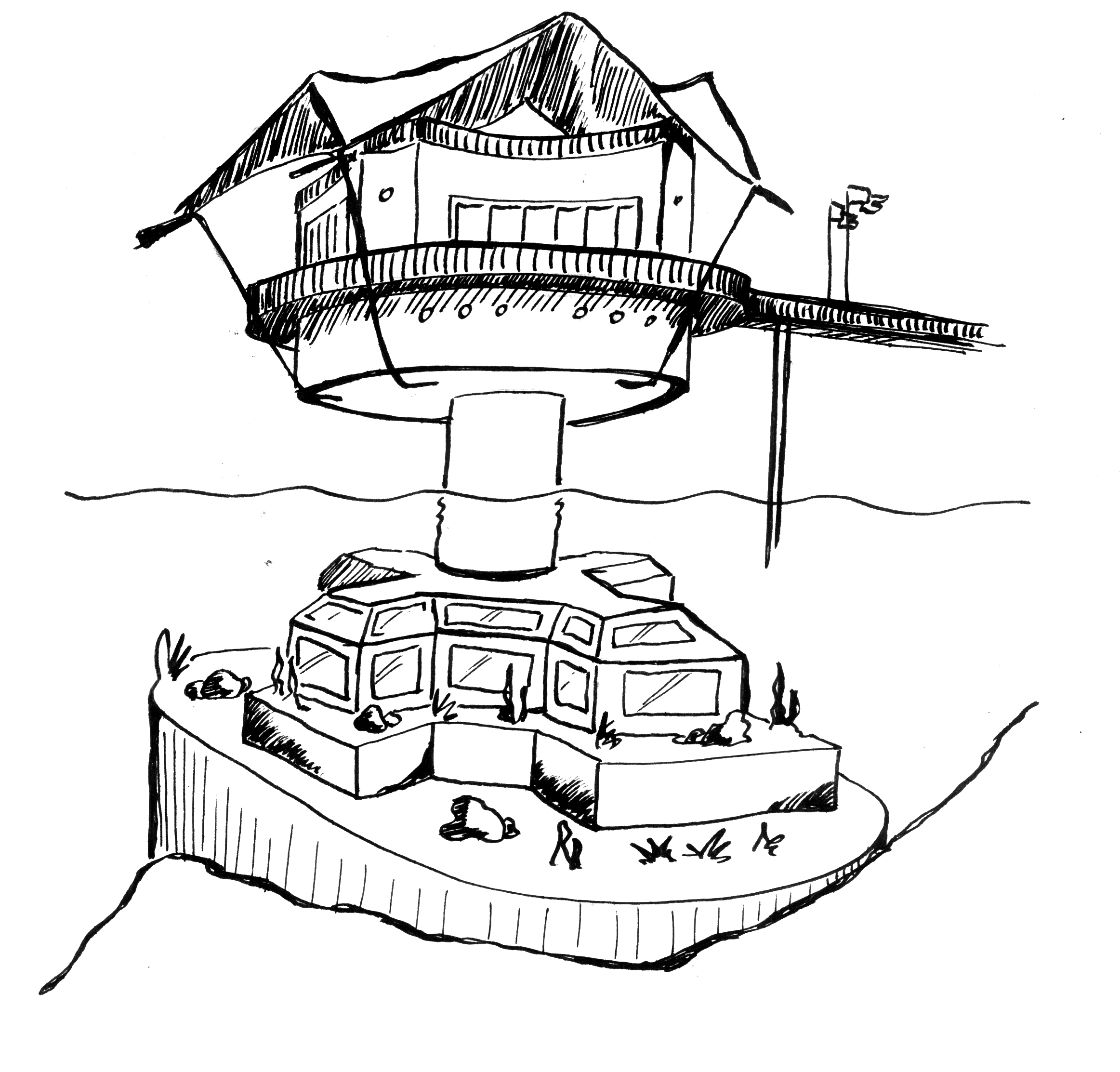
"Red Sea Star" Konstruktion

Die Anlage wurde von Josef Kiriati entwickelt. Die strukturellen Berechnungen wurden von Moshe Dreemer and Dr. Nitai Dreemer durchgeführt. 1995 wurden die Einzelteile im Norden Israels gefertigt und per Lastwagen nach Eilat transportiert, wo sie mit einem eigens aus Belgien herbeigebrachten 600 Tonnen schweren Kran übereinander ins Wasser gelassen wurden. Nach dem Verschweißen wurde die gesamte Konstruktion über eine Strecke von etwa zwei Kilometern an den letztendlichen Verankerungspunkt geschleppt. Nach dem Einlass von etwa 4000 Tonnen Beton in den Ballastbereich, verankerte man die Struktur mit 34 Säulen von jeweils 20 Zoll (50 cm) Durchmesser durch das Fundament 15 m tief im Meeresboden, um sie dann ebenfalls mit Beton zu füllen. Die Gesamtkonstruktion wiegt etwa 6000 Tonnen und ist erdbebensicher. Zur Vermeidung von Oxydation wurde eine kathodische Korrosionsschutzanlage installiert.
Der Ballastbereich dient der Verankerung und als Sockel, durch den die Neigung des Meeresbodens ausgeglichen wurde. Dieses Modul wog etwa 200 Tonnen, bevor es mit Beton ausgegossen wurde.
Der Restaurantbereich wiegt etwa 110 Tonnen. Die 62 druckfesten Panoramafenster mit Stärken zwischen 8,5 und 13,5 Zentimetern und einem Gewicht von 12 Tonnen wurden in Japan gefertigt und verfügen über weitere Schutzgläser auf beiden Seiten der Scheiben. Das Innendesign stammte von Ayala Serfaty (Aqua Creations) und orientierte sich stark an marinen Strukturen, z. B. Trennwände in Form von Korallen, Hocker und Lampen in Form von Quallen und Säulen in Form von Seegurken. Eine Schwierigkeit bei der Gestaltung war das blaue Licht, das durch die Fenster ins Innere scheint und durch das die Besucher fahl und krank bzw. die Speisen unappetitlich erscheinen. Dieser Umstand spielte eine große Rolle bei der Auswahl von entsprechenden Farben bei Möbeln und Beleuchtung. Der Boden bestand aus Sand, der mit transparentem Kunstharz versiegelt wurde, so dass der Eindruck eines Strandes/Meeresbodens erzeugt werden sollte. Die Decke war dekoriert mit 200 Elementen in Form von Kieselsteinen, die technische Einrichtungen wie z. B. Klimatisierungs-Rohre verbargen.
Der Bereich über der Wasseroberfläche besteht aus zwei Etagen und wiegt etwa 120 Tonnen.
Durch die Aufzucht von Korallen in der sogenannten 'Nursery' in 20 Metern Tiefe, die später rund um den Unterwasserbereich eingesetzt wurden, hat sich die ehemals durch Wasserverschmutzung stark mitgenommene Unterwasserlandschaft nach wenigen Jahren regeneriert.

## Heutiger Zustand
Etwa 2012 wurde das Restaurant in eine Stripbar umgewandelt, um kurz darauf auf unbestimmte Zeit den Betrieb einzustellen. Seitdem ist die Anlage ungenutzt.